# (2962) Otto
(2962) Otto ist ein Asteroid des Hauptgürtels, der am 28. Dezember 1940 von dem finnischen Astronomen Yrjö Väisälä in Turku entdeckt wurde.
Der Asteroid wurde nach Otto Oskari Vaisala benannt, einem Urenkel des Entdeckers. Die Benennung erfolgte am 27. Juni 1991.